# Gisela Schlüter
Gisela Schlüter (Berlijn, 6 juni 1914 - Mittenwald, 28 oktober 1995) was een Duitse actrice en cabaretière.

## Jeugd en opleiding
Gisela Schlüter werd geboren en groeide op in Dresden als dochter van een beroepsofficier. Ze voelde zich al vroeg aangetrokken tot het podium. Ze wilde eerst absoluut danseres worden en voltooide daarvoor de vereiste opleiding. Haar lengte (1,76 m) scheen echter het grootste struikelblok te vormen voor deze carrière. Daarom nam ze toneelonderricht bij de acteur Erich Ponto. 

## Carrière
Haar carrière als 19-jarige actrice startte in vier filmproducties. Na meerdere films besloot ze om als cabaretière verder te gaan. Na haar opleiding en haar eerste beroepsmatige optredens op het podium maakte ze in Berlijn met haar partner Günther Lüders haar eerste optreden in het boulevardstuk Vorsicht Brigitte, waarin ze haar talent als snelspreekster tot uiting bracht. Een jaar later speelde ze naast Liesl Karlstadt en Karl Valentin in het bekende Kabarett der Komiker. In de jaren 1930 en 1940 volgden meerdere revues, optredens, theatertournees en radio-evenementen. Als podiumactrice overtuigde ze iedereen met haar veelzijdigheid, als ze danste, zong, parodieerde en acteerde. Samen met Brigitte Mira speelde ze in de NS-propagandaserie Liese und Miese, die als bijprogramma van de Deutsche Wochenschau werd vertoond. Daarin was Liese, gespeeld door Gisela Schlüter, (in de zin van de nazipropaganda) de goede, terwijl Miese, gespeeld door Brigitte Mira, alles verprutste, zoals luisteren naar vijandelijke zenders, schelden en zich inlaten met spionnen. Mira speelde die rol zo goed, dat het propagandaministerie de serie na 10 afleveringen beëindigde.
In de naoorlogse periode was ze de ster van de Hamburgse cabaretrevue Faust, dritter Teil. Ze werkte ook als filmactrice, in onder andere Wir tanzen um die Welt (1939), Der Tiger von Eschnapur (1937/38), Eine Nacht in Mai (1938), Das indische Grabmal (1937/38), Sechs Tage Heimaturlaub (1941) en Unsere Tante ist das Letzte (1973). Haar eerste kleine tv-optreden had ze in de Vico Torriani-show Grüezi Vico. Na meerdere gastoptredens in fameuze tv-shows kreeg ze in januari 1963 de eigen tv-show Zwischenmahlzeit bij de NDR in Hamburg, waarin ze als comédienne en entertainer optrad.
In deze show was ze te zien in sketches, met danspasjes en zangoptredens. Tijdens deze periode was ze een showmaster, die door haar dominante verbale retoriek haar podiumpartners niet aan het woord liet komen, dankzij haar snelle spreken en niet eindigende stortvloed aan woorden, waardoor ze als bijnaam Lady Schnatterly en Quasselstrippe der Nation kreeg. Zelf zei ze eens: Degene, die mij het woord ontneemt, moet nog geboren worden. Tot 1982 werd Zwischenmahlzeit drie- tot viermaal per jaar uitgezonden en de kijkcijfers (44%) logen er niet om. Voor haar show kreeg ze in 1976 de Gouden Camera van het tv-tijdschrift HÖRZU. Veel toenmalige prominenten waren haar gasten, waaronder Heinz Erhardt, Otto Lüthje, Heidi Kabel, Henry Vahl, Maxl Graf, Ilja Richter en Claus Wilcke, maar ook de politicus Franz Josef Strauß.

## Privéleven en overlijden
Gisela Schlüters hobby was astrologie. Ze maakte horoscopen en hield zich uitvoerig bezig met sterrenbeelden. Haar langjarige levensgezel, de tv-schrijver Hans Hubberten, voelde zich eng verbonden met haar carrière. Hij schreef alle 35 afleveringen van Zwischenmahlzeit voor haar. Ze bleven 28 jaar samen tot aan zijn dood in 1988. Ze woonden meerdere jaren in het Beierse Bad Kohlgrub. Na de dood van Hubberten trok ze zich uit de openbaarheid terug. In 1993 brak Gisela Schlüter haar ruggengraat, meerdere ribben en een bovenbeen, maar ze herstelde nooit meer volledig van haar verwondingen en werd bedlegerig. Ze overleed op 28 oktober 1995 op 81-jarige leeftijd aan de gevolgen van een infarct en werd bijgezet in Bad Kohlgrub.

## Filmografie
- 1937/1938: Der Tiger von Eschnapur
- 1937/1938: Das indische Grabmal
- 1937: Das Ehesanatorium
- 1938: Narren im Schnee
- 1938: Eine Nacht im Mai
- 1941: Der Gasman
- 1941: Sechs Tage Heimaturlaub
- 1950: Dreizehn unter einem Hut
- 1957: Mikosch, der Stolz der Kompanie
- 1957: Die große Chance
- 1958: Peter Voss, der Millionendieb
- 1959: Peter schießt den Vogel ab
- 1972: Die lustigen Vier von der Tankstelle
- 1973: Unsere Tante ist das Letzte
- 1973: Das Wandern ist Herrn Müllers Lust

## Publicaties
- Schnattern gehört zum Handwerk. Fackelträger, Hannover 1968.
- Lassen Sie mich auch mal zu Wort kommen. Seewald, Stuttgart 1983.

- Gemeinsame Normdatei: 131843834
- International Standard Name Identifier: 0000 0000 1984 6189
- Library of Congress Control Number: no2011177663
- MusicBrainz: a420750b-2920-4925-88d5-a99e7c5280c9
- Virtual International Authority File: 70073760